# Tinder
Tinder (prononcé : [ˈtɪndə(ɹ)]) est une application de rencontre pouvant fonctionner sur Android, iOS ou un navigateur web.

## Historique
Tinder est lancée en mai 2012 après un hackathon par Sean Rad (en), Joe Munoz, Justin Mateen, Alexa Mateen, Dinesh Moorjani, Jonathan Badee et Whitney Wolfe Herd,.
Le 2 mars 2015, Tinder déploie une mise à jour majeure de son application, Tinder Plus. L'application propose désormais une version gratuite limitée à 50 likes par jour et une version premium illimitée.
Le 19 novembre 2015, Match Group qui possède Tinder annonce son entrée en bourse avec une action cotée à 12 dollars.
En novembre 2016, Tinder s'engage avec l'association Gay & Lesbian Alliance Against Defamation pour offrir la possibilité aux personnes « qui s'identifient en tant que transgenre, ou quelque part entre les genres, ou en dehors, de la binarité des genres » de s'identifier eux aussi à de nombreux genres dans l'application.
En 2018, les revenus générés par Tinder sont estimés à 810 millions dollars, c'est l’une des applications les plus rentables de l’App Store. En juillet 2019, l'application suspend son utilisation du système de paiement du Play Store.
À partir d'avril 2023, Tinder demande à ses membres de tourner une vidéo d'authentification destinée à limiter les arnaques et la création de faux profils.

## Fonctionnement

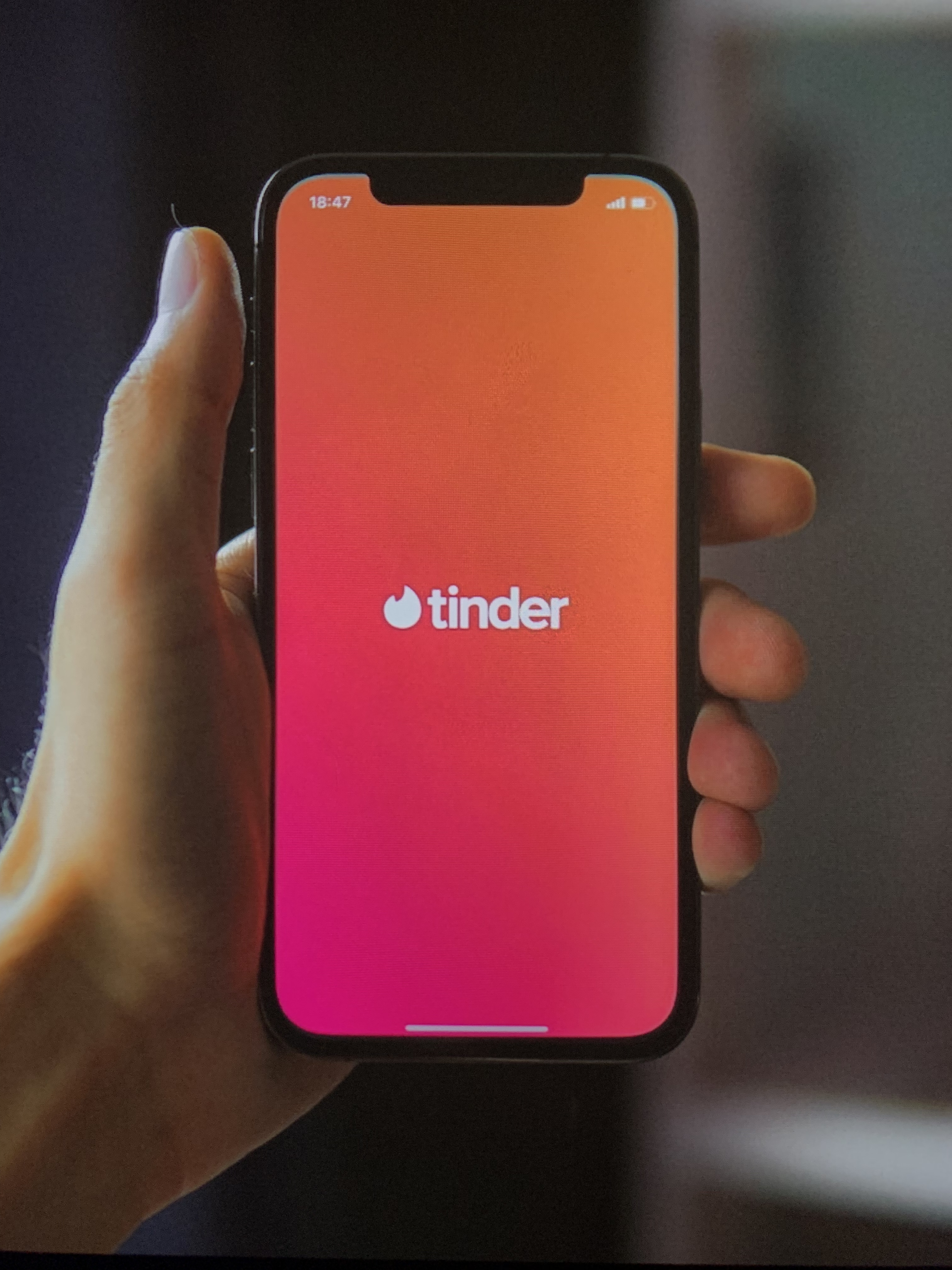
Écran de chargement de Tinder sur smartphone en 2022.

L'application fait défiler des profils d'utilisateurs sur plusieurs critères, dont le sexe et la position géographique,, mais surtout sur des critères de proximité supposée selon un algorithme en fonction du sexe et de l'âge, du niveau d'études, de l'ethnie et des revenus, la proximité géographique pouvant être éclipsée par ces derniers. L'utilisateur indique s'il apprécie ou non ces critères en balayant l'écran (ou « swiper ») vers la droite ou vers la gauche,. Lorsque l'attraction est réciproque, l'application indique « match » et les deux utilisateurs sont mis en relation et peuvent échanger des messages.

### Motivations des usagers
Pour comprendre la popularité de Tinder chez les jeunes adultes, des sociologues ont scientifiquement étudié certains mécanismes de l'application et interrogé 163 néerlandais de 18 à 30 ans utilisateurs ou anciens utilisateurs de Tinder. Les principales motivations citées étaient : l'amour, le sexe occasionnel, la facilité de communication, une validation de l'estime de soi, le « frisson d'excitation » et la tendance. Ces motifs étaient significativement liés aux rencontres hors ligne avec les matchs de Tinder. Selon ce travail, la recherche d'amour semblait dans ce panel plus motivante que le sexe occasionnel et comme c'est le cas en général pour les rencontres en ligne, les hommes semblent plus intéressés par Tinder que les femmes et déclarent plus souvent l'intérêt de la facilité de communication et les frissons d'excitation permis par l'application. Les motivations Amour, Relations sexuelles occasionnelles et Facilité de communication sont de plus en plus citées avec l'âge. Les rencontres hors ligne visant à initier des relations amoureuses engagées semblent (dans ce panel néerlandais) sous-tendre l'intérêt des usagers.
Une méta-analyse basée sur quatre études (total 3 262 utilisateurs interrogés), publiée en 2017, a conclu que les utilisateurs « ne recherchent pas exclusivement de l'intimité relationnelle ou sexuelle sur Tinder ».
Une étude a montré que les usagers ayant le plus d'estime de soi sont globalement ceux qui mentent le moins dans leur auto-présentation. Les motifs d'utilisation (rencontres / sexe, amitié, relation, voyage, auto-validation et divertissement) affectent néanmoins les modes de présentation de soi, de même que les antécédents psychologiques.
Tinder cause chez ses utilisateurs une perte de confiance en soi. Voici un ensemble de ce que les gros titres de magazines constituent : « Tinder détruit... la confiance en soi, la santé, les couples » dans 20 Minutes ou bien « Spams, perte de confiance… Tinder et ses effets pervers » pour Paris Match. Enfin, « Vous êtes complexés ? Fuyez Tinder ! ». En effet sur Tinder, la compatibilité et la réciprocité passe en premier lieu par le physique. En raison du fonctionnement de l'application et de ce qu'elle exige de ses utilisateurs, les personnes qui utilisent Tinder peuvent se sentir dépersonnalisées et jetables dans leurs interactions sociales. L'université de Texas du Nord a mené une étude visant à déterminer le niveau d’estime des utilisateurs. Un questionnaire a été soumis à des étudiants âgés de 18 à 22 ans. Les résultats ont montré que ceux-ci avaient bel et bien une moins bonne estime d’eux car à travers leur utilisation, ceux-ci se comparaient aux autres utilisateurs de la plateforme.
Paradoxalement à cela, Tinder jouerait pour certains un rôle de gratification. En effet, selon une autre étude menée par une université du Mid West aux États-Unis, 18 étudiants de 18 à 24 ans ont également répondu à un questionnaire. Parmi eux, 12 des 18 participants ont discuté de la manière dont le besoin d'approbation sociale les a amenés à utiliser l'application. Plusieurs participants ont décrit Tinder comme un « stimulant de l’ego » ou un « stimulant de la confiance en soi» mettant en avant le fait que personne dans la vraie vie, nous complimente comme c’est le cas sur Tinder.

### Objectifs cachés de l'application
« Tinder est plus qu'une application de connexion amusante sans aucune condition ». L'application vise, sans que l'utilisateur en soit conscient, à faire payer l'utilisateur de plus en plus cher, après avoir induit chez lui une addiction, via le principe de la récompense aléatoire, découvert et théorisé par Burrhus Frederic Skinner.
Cette récompense est d'abord induite par le plaisir esthétique de voir apparaître un beau visage ; plaisir qui induit un renforcement positif en encourageant la personne, sans qu'elle en ait vraiment conscience, à toujours « swiper » plus.
En arrière-plan, Tinder évalue — à l'insu de l'utilisateur — un score de désirabilité : plus une personne a de likes, plus sa note est élevée. L'algorithme ne présente pratiquement que des personnes ayant un score voisin, le score de base étant toutefois calculé selon des critères inégaux entre sexes. Après un certain temps, ce n'est plus la vue de la photo qui génère la dopamine, mais le simple geste du doigt. L'utilisateur est en quelque sorte piégé. L'application récolte des données personnelles, dont le positionnement géographique et les préférences individuelles.
La version payante Tinder Plus propose deux autres fonctionnalités : Passeport et « Swype ».
Depuis juillet 2020, le « face to face » permet aux utilisateurs de discuter au moyen d'appels vidéo en cas de « match ». Ceci permet de vérifier que la personne correspond bien à la photo.

### Usagers ciblés par Tinder et/ou attirés par Tinder
Une enquête transversale en ligne faite auprès de 502 adultes « célibataires émergents » (étude basée sur le modèle de personnalité à cinq facteurs) a conclu que les usagers sont des personnes adultes, célibataires, étant plus que la moyenne extraverties, ouvertes aux rencontres et recherchant des expériences.

### Autres utilisations
En 2017, l'organisation Ol Pejeta Conservancy a créé un profil pour le dernier Sudan, le dernier mâle survivant de rhinocéros blanc du Nord. Cette opération médiatique, baptisée « le célibataire le plus convoité du monde », avait pour objectif de faire connaître son sort et de lever des fonds afin de développer de nouvelles techniques de fécondation in vitro, seul espoir de sauver la sous-espèce.

## Tinder, genre et orientations sexuelles
Il s'agit d'une application de rencontre dont la popularité a augmenté chez des hommes et des femmes, mais les sociologues montrent que selon le genre les interactions avec l'application s'appuient sur des stratégies très différentes. « Les femmes obtiennent rapidement un grand nombre de matchs, tandis que les hommes n'accumulent que lentement les matchs ».
Les femmes dans Tinder recherchent plutôt l'amitié et l'auto-validation, alors que les hommes visent plus souvent les relations sexuelles, les voyages et la recherche de relations.
Dans un panel de 2 539 utilisateurs de Tinder choisis au hasard en Turquie, des sociologues ont évalué l'exactitude des attributions sexospécifiques stéréotypées de ces utilisateurs à partir des artefacts décoratifs observables sur les photos en les comparant à des indices d'orientation sexuelle. Il y aurait une différence significative entre femmes hétérosexuelles, et lesbiennes (dont les artefacts décoratifs seraient moins féminins/plus masculins). Les différences entre hommes hétérosexuels et homosexuels ne seraient pas aussi fortes, mais les homosexuels semblent un peu plus susceptibles de présenter des artefacts décoratifs féminins et/ou non sexistes. Les utilisatrices présentaient plus d'artefacts décoratifs non-sexistes que les hommes, et ce, quelle que soit leur orientation sexuelle. Les auteurs notent que ces différences varient probablement aussi selon les contextes culturels.

## Impacts de Tinder sur le comportement sexuel et la santé sexuelle
La recherche d'occasions sexuelles n'est pas la motivation la plus fréquente, mais une revue de la littérature scientifique (basée sur trente-quatre articles publiés en cinq ans sur le sujet) a conclu en 2020 que :
- la sociosexualité (définie par des activités sexuelles « hors d'une relation engagée ») était le principal prédicteur des relations sexuelles occasionnelles chez les utilisateurs de Tinder[32] ;
- les motivations sont genrées ; les hommes recherchent des relations sexuelles occasionnelles bien plus souvent que les femmes. Ce type de relation expose plus aux maladies sexuellement transmissibles (MST). En outre, des traits spécifiques de personnalité dite sombre, c'est-à-dire associant le machiavélisme, le narcissisme et une psychopathologie, ont été plus souvent signalés chez les utilisateurs masculins de Tinder[32] ;
- concernant les autres types de rencontres, utiliser Tinder expose moins au risque de maladies sexuellement transmissibles[32].

Les auteurs concluent que « d'un point de vue évolutif, la sociosexualité explique en partie les raisons de l'intérêt de l'utilisateur de Tinder pour le sexe occasionnel » et recommandent que Tinder promeuve l'éducation sexuelle et la santé sexuelle.

## Controverses

### Discrimination tarifaire et utilisation de données personnelles
Le prix de Tinder Plus, lancé en 2015, n'est pas le même en fonction du groupe d'âge : le tarif aux États-Unis est de 9,99 euros par mois pour les moins de 30 ans et de 19,99 euros au-delà de 30 ans, ce qui a été très critiqué.
En février 2022 la fondation Mozilla publie une enquête menée conjointement avec Consumers International (ONG mondiale de défense des consommateurs), pour étudier l’algorithme de tarification de Tinder (qui revendique environ 66 millions d'abonnés dans 190 pays). Cette étude a montré que Tinder continue à collecter les données personnelles de ses membres et les utilise, sans leur accord, pour fixer des prix injustes (jusqu'à 500 % plus cher pour un même service (premium), selon le profil du client) ; en outre, les plus de 30 ans ont un abonnement Tinder Plus de 12 mois jusqu’à 65,3 % plus cher que les 18-29 ans (de 4 à 23 euros pour un même abonnement). Ces différences ont été détectées et évaluées par l'étude aux États-Unis, aux Pays-Bas, en Nouvelle-Zélande, en Corée du Sud et en Inde.

### Harcèlement sexuel
En 2014, la cofondatrice de Tinder, Whitney Wolfe Herd, accuse le cofondateur Justin Mateen de l'avoir harcelée. Elle quittera l'entreprise peu de temps après pour fonder Bumble, une application similaire à Tinder, mais conçue dès le départ pour empêcher toute forme de harcèlement.
En 2018, c'est au tour du PDG par intérim, Greg Blatt, d'être accusé de harcèlement sexuel à l'encontre de la directrice de la communication et du marketing, Rosette Pambakian.

### Accusations de manipulation financière
En août 2018, les cofondateurs de Tinder attaquent les propriétaires actuels en justice pour manipulation financière, les accusant d'avoir détourné plusieurs milliards de dollars qui auraient dû leur revenir,.

### Discriminations et reproduction de schémas patriarcaux
La sociologue Jessica Pidoux met en évidence dans ses travaux que Tinder est discriminant envers les femmes et que l'algorithme « reproduit un modèle patriarcal et hétéronormé ». La journaliste Judith Duportail s'appuie sur les travaux de Jessica Pidoux dans son livre-enquête L'Amour sous algorithme et affirme que Tinder manipule les rencontres. En effet, chaque utilisateur se voit attribuer une note secrète de désirabilité appelée Elo score, qui favorise le sexisme et les « discriminations en fonction du genre, de l'âge, du revenu ». Ainsi, un homme gagnant plus d'argent, ayant un meilleur niveau d'études et 10 ans de plus qu'une femme pourra être considéré comme faisant partie du même groupe d'affinités qu'elle, et leurs photos pourront être réciproquement proposées au matching, tandis que l'inverse n'est pas vrai. Le profil d'une femme plus riche, plus âgée, plus éduquée qu'un homme ne lui sera pas proposé, et une femme plus éduquée et ayant un salaire plus élevé qu'une autre candidate obtiendra un score inférieur.
La sociologue Marie Bergström considère quant à elle que « les biais racistes ou le sexisme dont le fonctionnement de Tinder a été accusé ne sont pas tant propres à l’application qu’à des pratiques sociales ». En prenant l'exemple des styles de séduction, elle explique que  « alors que, dans les classes populaires, la séduction correspond à une explicitation de son intérêt pour l’autre, les classes moyennes et supérieures témoignent, à l’opposé, d’un rituel de séduction valorisant l’ambiguïté des intentions ».

### Controverse autour des algorithmes
« Tinder décide pour moi qui je peux rencontrer, toucher, aimer, c’est un pouvoir immense sur moi, sur ma vie », écrit Judith Duportail dans son livre L’Amour sous algorithme, publié le 21 mars 2019. Cette déclaration a marqué le début d'une controverse médiatisée autour des algorithmes de Tinder. Les enquêtes menées par des médias comme Le Monde, The Guardian, et Le Temps ont relayé les critiques de la journaliste après qu'elle a demandé à Tinder une copie de ses données personnelles, une demande que tout utilisateur peut faire. Duportail a reçu un document détaillant ses informations privées et ses conversations, stockées sur les serveurs de l’entreprise, révélant des pratiques perçues comme intrusives. L'investigation de Judith Duportail a véritablement pris forme lorsqu'elle a découvert l'existence de l'Elo score, un algorithme influençant les profils proposés aux utilisateurs en fonction de leur "succès" sur l'application. Selon Duportail, cet algorithme, créé par des ingénieurs masculins, renforce des stéréotypes de genre et des inégalités socio-économiques. Toutefois, Tinder a rapidement contesté ces allégations, déclarant que l’algorithme ne prenait pas en compte des facteurs comme le revenu des utilisateurs.
À la suite de cette polémique, plusieurs chercheurs se sont penchés sur la question des algorithmes de Tinder. Parmi eux, Jessica Pidoux a publié l'article « Toi et moi, une distance calculée », qui approfondit les critiques sur l'influence des algorithmes sur les relations sociales. Igor Galligo, quant à lui, a étudié les liens entre le design d’interaction de l’application et la formation du désir. Ces contributions ont alimenté un débat académique sur les implications des algorithmes de Tinder, bien qu’une controverse scientifique subsiste quant à l’étendue réelle de leur impact : 

#### Reproduction des schémas patriarcaux
Les algorithmes de Tinder tendent à reproduire des dynamiques sociales traditionnelles, notamment des schémas patriarcaux. Comme l’a souligné Igor Galligo, ces algorithmes favorisent des rencontres entre femmes plus jeunes et hommes plus âgés. Judith Duportail a également observé ce phénomène dans ses travaux, confirmant que les algorithmes de l'application reproduisent des comportements stéréotypés basés sur l'âge et le genre.

#### Encouragement à l'hyperconsommation
Une autre critique majeure concerne l'influence de Tinder sur les dynamiques d’hyperconsommation des relations. L’application incite les utilisateurs à multiplier les "matchs", alimentant ainsi une logique de consommation effrénée. Igor Galligo a décrit ce processus comme une “dissémination attentionnelle”, où les utilisateurs sont davantage motivés par l’accumulation de contacts que par la recherche de relations de qualité. Ce système favorise également le multi dating et pousse les utilisateurs à souscrire à des abonnements premium, renforçant ainsi un modèle économique basé sur la frustration et la promesse de plus grandes opportunités de rencontres.

#### Renforcement des déterminismes sociologiques
Tinder prétend offrir la possibilité de relations hétérogames, c’est-à-dire entre personnes de milieux sociaux différents. Cependant, des chercheurs comme Jessica Pidoux et Igor Galligo ont démontré que l’algorithme de l’application renforce au contraire des tendances homogames, où les utilisateurs tendent à rencontrer des personnes issues de milieux similaires. Ce phénomène de renforcement des déterminismes sociologiques va à l’encontre de la promesse initiale de diversité des rencontres.
Toutefois, une étude sociologique menée par Maude Lecompte, Simon Corneau et Dominic Beaulieu-Prévost, intitulée « Pratiques et usages de Tinder, une étude exploratoire », apporte une nuance à ces critiques. Cette recherche montre que l’utilisation de Tinder ne se limite pas à une simple reproduction des structures sociales préexistantes. Les pratiques des utilisateurs varient en fonction de leurs motivations personnelles, telles que la pression sociale ou les contextes de loisirs, ce qui démontre une plus grande diversité d’usages que ne le suggèrent les critiques des algorithmes. L’étude met également en lumière le fait que les utilisateurs conservent une certaine autonomie dans leurs décisions. Leurs choix, bien que parfois influencés par des critères d’homogamie (comme le niveau d’éducation ou la classe sociale), relèvent aussi de préférences individuelles, qui ne sont pas entièrement dictées par l’algorithme.

## Popularité

Pancarte dans une manifestation féministe contre Donald Trump à la suite de son élection comme président des États-Unis, le 22 janvier 2017. Trump y est représenté dans un profil Tinder et le commentaire I'd swipe left! (Je swiperais à gauche !) indique la réprobation du nouveau président.

Tinder refuse de dévoiler le nombre total de ses utilisateurs, mais a précisé avoir enregistré un million de nouveaux utilisateurs pour les seuls États-Unis pendant les 60 jours couvrant la fin de 2013 et le début de 2014.
Fin 2018, 4 millions d'utilisateurs de l'application avaient un compte payant.
En 2018, le nombre d'utilisateurs de Tinder est estimé à 57 millions, dans 190 pays. L'application est disponible en 40 langues.

## Piratage
Le 29 mars 2015, un hacker, ayant pour pseudo « Catfi.sh », a exploité une faille de l'application de rencontres Tinder pour que des hommes hétérosexuels se draguent entre eux. Le hackeur avait créé de faux profils de femmes, laissait les hommes s'y connecter et mettait ensuite deux hommes en relation, chacun pensant parler à une femme. Il n'est pas le premier à avoir exploité cette faille : sous le pseudonyme de Patrick, un autre hacker avait déjà réalisé la même opération, mais à moindre échelle, et dans le but plus militant de mettre les dragueurs face à ces « techniques d'approche » dont se plaignent souvent les femmes qu'ils rencontrent en ligne.

## Dans la fiction
L'épisode 4 de la quatrième saison de la série d'anticipation britannique Black Mirror, titré Hang the DJ, imagine une immersion dans le monde des algorithmes des applications de rencontres, en référence aux systèmes comme Tinder.
En février 2022, sort le documentaire L'Arnaqueur de Tinder sur Netflix, qui retrace l'histoire vraie de Shimon Hayut, l'escroc qui a depuis été radié de la plateforme.